# Highland City
Highland City és una concentració de població designada pel cens dels Estats Units a l'estat de Florida. Segons el cens del 2000 tenia 2.051 habitants.

## Demografia
Segons el cens del 2000, Highland City tenia 2.051 habitants, 766 habitatges, i 562 famílies. La densitat de població era de 954,1 habitants/km².
Dels 766 habitatges en un 43,1% hi vivien nens de menys de 18 anys, en un 48,4% hi vivien parelles casades, en un 20% dones solteres, i en un 26,6% no eren unitats familiars. En el 22,3% dels habitatges hi vivien persones soles el 6,8% de les quals corresponia a persones de 65 anys o més que vivien soles. El nombre mitjà de persones vivint en cada habitatge era de 2,68 i el nombre mitjà de persones que vivien en cada família era de 3,13.
Per edats la població es repartia de la següent manera: un 33,3% tenia menys de 18 anys, un 7,8% entre 18 i 24, un 32,8% entre 25 i 44, un 17,5% de 45 a 60 i un 8,7% 65 anys o més.
L'edat mediana era de 30 anys. Per cada 100 dones de 18 o més anys hi havia 83,8 homes.
La renda mediana per habitatge era de 31.823 $ i la renda mediana per família de 36.250 $. Els homes tenien una renda mediana de 26.833 $ mentre que les dones 21.038 $. La renda per capita de la població era de 13.925 $. Entorn del 9,5% de les famílies i el 13,5% de la població estaven per davall del llindar de pobresa.

## Poblacions més properes
El següent diagrama mostra les poblacions més properes.